# Karl Plenzat
Karl Plenzat (* 22. Juli 1882 in Groß Warningken, Ostpreußen; † Februar 1945 in Schneidemühl, Pommern) war ein deutscher Pädagoge und Volkskundler.

## Leben
Als Lehrer ausgebildet im Seminar Karalene, war er in den Jahren zwischen 1905 und 1926 an verschiedenen Schulen tätig, auch als Rektor einer Mittelschule in Soldau. Parallel dazu absolvierte er nach dem Ersten Weltkrieg an der Universität Königsberg ein Studium der Germanistik, Anglistik, Philosophie und Pädagogik. Seit 1926 war er Dozent, dann an der Hochschule für Lehrerbildung Elbing und ab 1938 an der HfL Schneidemühl Professor für Volkskunde. 
Zum 1. April 1933 trat er der NSDAP bei (Mitgliedsnummer 1.573.744). Von 1933 bis 1935 (abberufen) leitete er die Hochschule für Lehrerbildung in Elbing, abgelöst von Karl Danzfuß. Von 1941 bis 1945 war er Professor und Leiter der schulpraktischen Ausbildung an der Lehrerbildungsanstalt Schneidemühl. Beim sowjetischen Einmarsch verübte er mit seiner Frau Selbstmord.
Plenzats Interesse galt besonders dem Sammeln von mündlichen Überlieferungen, wie Volksliedern und Erzählungen (Sagen, Märchen, Schwänken) (vgl. Bönisch-Brednich 2002). 1918 veröffentlichte Plenzat in seiner Sammlung Der Liederschrein das Volkslied Zogen einst fünf wilde Schwäne und ordnete es – sehr wahrscheinlich fälschlich – als litauisches Volkslied ein.
Nach Kriegsende wurden in der Sowjetischen Besatzungszone Plenzats Werke Ich hörte ein Heldenlied sagen und singen (1943) und Das Reichslesebuch für Volksschulen im Unterricht (zusammen mit Hermann Galbach, 1936) sowie in der Deutschen Demokratischen Republik Der ostpreußische Mensch und das deutsche Geistesleben (1935) auf die Liste der auszusondernden Literatur gesetzt.

## Werke
Von Karl Plenzat herausgegebene Werke
- Die goldene Brücke
- Ein Musikant geht durch die Welt
- Mutter Trapp
- Kinder Erzählungen
- Katrinchen kommt nach Hause
- Kinderland (Heimat und Jugenderinnerungen)
- Heimat (Lieder und Balladen)
- Werden und Werk
- Deutsches Wort und Werk
- Der Ostpreußenspiegel
- Ich hörte ein Heldenlied sagen und singen
- Der Liederschrein
- Abenteuer, Novellen und Schwänke
- Maispiel
- Hahnchen und Huhnchen
- Weihnachtsspiel (Leipzig, 1926)